# Кукуріки
Кукурі́ки — село в Україні, Смідинської об'єднаної громади у Ковельському районі Волинської області. Населення становить 296 осіб.

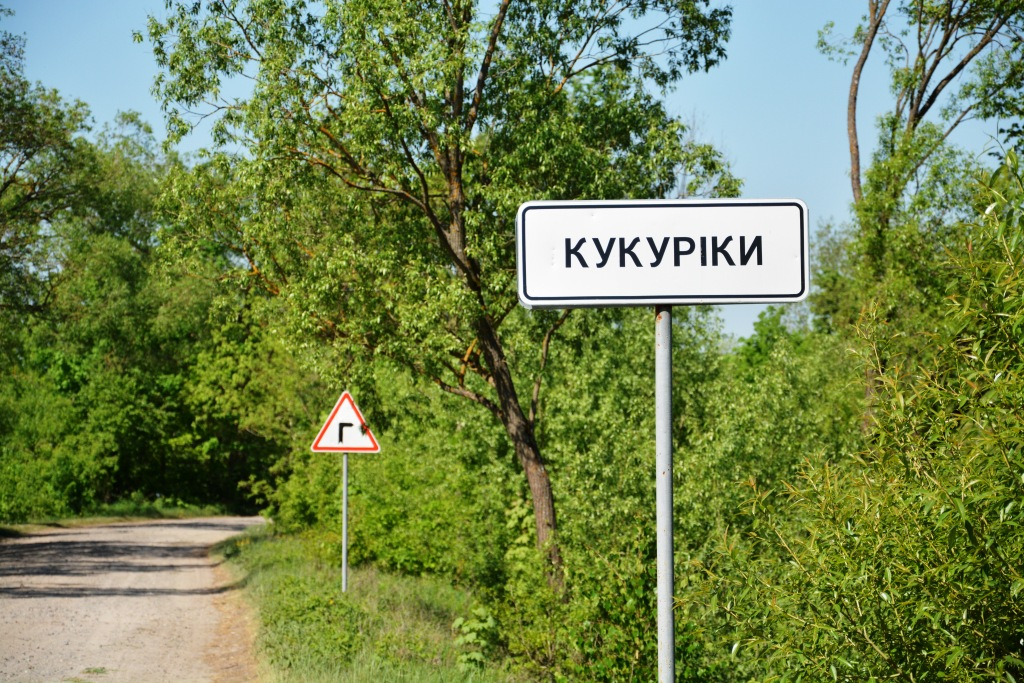

За переказами селищу Кукуріки більше чотирьох сотень літ. Це відомо із археологічних знахідок та археологічних досліджень, які проводились на цій території. Зокрема поблизу села, на лівому березі річки Вижівка, в урочищі Панська гора виявлена неолітична стоянка. За два кілометри на північ від села, при дорозі до села Стара Гута, на піщаному підвищенні серед боліт — стоянка мезоліту і неоліту, відкриті авторами в 1981 році. (Г. В. Охріменко. Населення Волині в праісторичні часи. — Луцьк: Вол. обл. друк. — 2004—252с.)

## Відомості

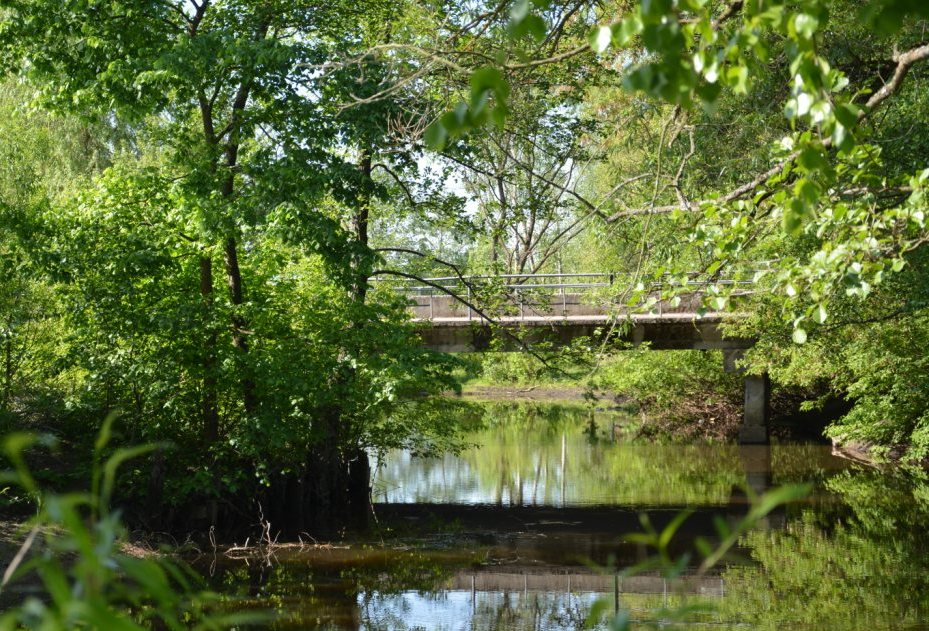

І коли з'явилася перша оселя, чи разом з дорідною озиминою, чи спекотного літа — сьогодні невідомо. Як відгомін віків, звучать перекази про те, що люди, які жили на цій території були вільні: де хотіли, там худобу пасли, рубали ліс, обробляли поля і будувалися. Від діда до внука передається легенда, що спочатку було село Рудня, яке князь подарував небагатому панові за якісь заслуги. Пан зразу ж схотів взяти в руки волелюбних поліщуків, щоб збагачували його своєю працею, були послушні, не ремствували. Та, як кажуть, не на тих напав.
Край села протікає річка Вижівка. За нею — бідна піщана земля. Мешканці селища не забажали слухати вельможу. Часом у локації панував неспокій, оскільки люди збиралися групами та протистояли такому свавіллю. Тож неслухів пан виганяв на ці землі, мовляв, покукурікаєш на волі, попробуєш вижити, може зрозумієш, що пана треба слухати. Але непокірні не пропали за річкою (як думав пан), а звели будинки, завели господарство з голосистими півнями. Так виникло поселення, яке назвали «Кукуріки».

## Дослідники про Кукуріки
Завдяки дослідницькій діяльності професора О. Цинкаловського, який вивчав Волинське Полісся, про село Кукуріки зібрано такі відомості: «Кукуріки, село Володимирського повіту, над річкою Вижівкою, Головенської волості, 68 км від Володимира. В кінці XVIII століття було там 72 доми і 431 житель, дерев'яна церква з XVIII століття, у якій зберігалося багато старих ікон, образів і стародруків. За переписом 1911 року великі власності — 2577 десятин належало до поміщика Пивоваровича». (О.Цинкаловський. Стара Волинь і Волинське Полісся.(З краєзнавчого словника від найдавніших часів до 1914 року) — Канада — 1984рік.)
За словами старожила Семенюка Дмитра Васильовича, у маєтку на Панській гірці (на початку ХХ ст.) жив російський пан Алєксєєв із дружиною, трьома синами та двома дочками. Селяни працювали за «тритєк», тобто: при збиранні врожаю дві частини забирав пан, а третя — була робітникові. Кукурічани бунтували, пан змушений був поступитись і дати селянам трохи землі. Урочища: Перша, Середня та Задня були поділені на 24частини. Ще три сім'ї пан (за непокору йому) залишив без землі. Та народ не заспокоївся і відвоював у Алєксєєва ще ґрунти в урочищі Пустельня та Радюга. Таким чином у Кукуріках появились міцні господарі: Семенюк Петро, Микола, Сидір (по-вуличному Чемки), Бобік Димид і Наумук Тодось. Історія ще двох міцних хазяїв відрізняється від загалу.
На той час у Кукуріках лісником був Денисюк Іван. Цю посаду він обіймав ще за царя (20 років) і за панської Польщі (18 років). Іван перший у селі одержував пенсію і, як кажуть, немалу. Денисюк мав велику родину, звів добротний дім, такий же мав і Семенюк Петро. Коли прийшла радянська влада, їх оголосили куркулями. Щоб врятуватись від вивезення у Сибір, господарі все спродали і сплатили владі 12 тисяч(Іван) і 8 тисяч(Петро). Крім цього, вони мусили вступити у колгосп, який об'єднував 14 сімей. 20.02.1941 р. офіційно зареєстровано першу колективну сільськогосподарську артіль «Червоний колос». Першим головою колгоспу став Семенюк Павло Іванович. У тому ж 1941 році він, його дружина, син і дочка були закатовані невідомими.
Ще за панування Польщі жив у Кукуріках коваль Семенюк Федось Іванович, котрий мріяв про краще життя, тому вступив до таємної організації комуністів. Звичайно, його не обминула в'язниця . За радянської влади його призначили заступником голови району, був головою колгоспу до війни. Погляди Федося поділяли Семенюк Сава і Мінькач Максим. Коли почалася німецько-радянська війна, чотирьох кукурічан призвали у радянську армію. Денисюк Андрій, Мінькач Яким, Гапонюк Тиміш попали у полон до німців і стали власівцями. Максимук Архип дезертирував і разом із Бобіком Володимиром подався у ліс до бульбашів. Людська психологія досить дивна штука. Є люди, які легше вірять брехні, ніж правді, шукають виправдання негідним вчинкам, свою ницість видають за слабкість та безвихідь. Саме таким виявився і Максимук Архип. Недовго пробув він у лісі, вирішив ще раз дезертирувати і став прислуговувати радянській владі. У цей час підросло молоде плем'я кукурічан, яке щиро вболівало за долю України. Наумук Антон Прокопович, Романюк Андрій, Калишук Петро Остапович, Наумук Анатолій(Махорочка), Бобік Павло Демидович допомагали хлопцям з лісу, за що зазнали переслідувань та ув'язнень. Найбільше дісталось Наумуку Анатолію. Юнак отримав 20 років сибірських таборів. І за що гірко: здав його сусід, той же Архип.

## Рудня під час Другої світової
У період воєнного лихоліття та аж до проголошення Незалежності України церква в Кукуріках була не діюча. Жителі села відвідували сусідні церкви, зокрема в і Старій Гуті. У пам'яті мешканців села збереглася страшна трагедія, яка трапилася в ніч з 18 на 19 січня 1944 року. Восьмеро мешканців Кукурік їхали на підводі в церкву Старої Гути для освячення води. Відразу при виїзді з села на них напали червоні партизани і почали стріляти. Семеро осіб: Наумук Степан Савович, Наумук Агафія Романівна, Наумук Галина Василівна, Максимук Ніна Ониприївна, Семенюк Ганна Михайлівна, Максимук Пріська, Семенюк Михайло були вбиті на місці. Наумук Катерина Митрофанівна була тяжко поранена, але доповзла до оселі Макара Наумука. Він врятував жінку від смерті, прихистивши у себе, а на ранок Катерину забрали батьки додому, де вона все розповіла про побачене. Свідок трагічних подій одужала і проживала в селі Зачернеччя Любомильського району, померла в 2003 році.
«Ішли вулицею і розмовляли по-російськи, — розповідала Надія Микитівна Семенюк,-тому у людей виникла підозра, що то червоні партизани і цей розстріл — то помста кукуріківцям за зв'язок із бандерівцями, бо упівців у селі переховувалось чимало. Свекруха Ніни Максимук, Пріська, коли озброєні люди вскочили в її хату, тримала на руках кількамісячну внучку. Пролунала автоматна черга, жінка впала доліруч. На щастя, дитина якимось дивом залишилась живою. Їй лише поранило руку.»
Старожили розповідають, що у хаті Сави Бобіка тієї ночі теж переховувався бандерівець. Почувши стрілянину, він ускочив на горище, за ним піднявся партизан у формі радянського офіцера, бандерівець почав стріляти. Ворога він знищив, але, щоб не потрапити у полон, застрелився. Сава, зарившись у сіні, вцілів, а от його брата червоні розстріляли. Закатували і Савину дружину Юганку, що була вагітною, виколовши їй очі та викрутивши руки.
А на другий день Богоявлення ховали вбитих. Люди боялись, то ховали скоро, по два покійники в одну могилу клали. На місці розстрілу ні в чому не винних людей у 1995 році встановлено пам'ятний знак хрест («Фігура»).

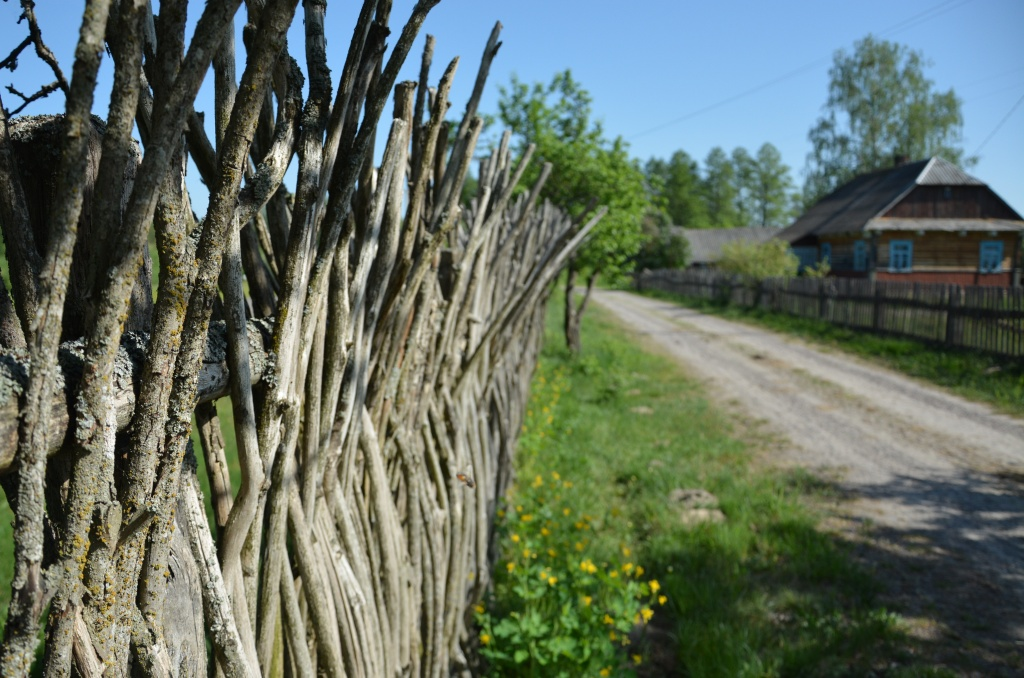

Павлу Демидовичу Бобіку 1944 року йшов вісімнадцятий і він нарівні з усіма чоловіками ходив «на варту». Такий порядок склався у Кукуріках ще за Польщі: заступати по два на варту і відповідати за безпеку односельчан. Дід Павло згадував: " Я до півночі вартував, ходив селом. Тоді, на Водохреще, воєнні прийшли і до нашої хати. Рідні не встигли втекти, стояли і молили Бога, щоб не постріляли. Забрали у нас кабана, пару коней, кричали, що ми «кулаки», бульбовці. Врятувала рідних моя шкільна грамота, що лежала на дні скрині. Як приішла радянська влада, я пішов до школи (за Польщі добре вчився), хотів закінчити семирічку. Старався, мав добрі оцінки і мені видали ту грамоту з портретами Леніна і Сталіна, яка й врятувала нашу сім'ю.
Як з'ясувалось, досліджував цю тему краєзнавець, член історико-просвітницької організації «Меморіал» Петро Вільчинський із Ковеля. Ось уривок із його матеріалів: «З осені 1943 року і до січня 1944року біля села Кукуріки в лісі стояв курінь УПА ім.. Івана Богуна під командуванням „Лисого“ (а це три сотні). А штаб УПА знаходився у хаті Ярини Бобік. Повстанці гинули і в нерівних боях з німецькими окупантами, і з червоними партизанами. Перед Водохрещем 1944 року німців ні в Кукуріках, ні поблизу не було. А коли основні сили підрозділу УПА почали відходити в напрямку Карпат, до села підійшли червоні партизани. Вони оточили Кукуріки з боку Старої Гути, їх передовий загін зробив засідку біля села. А ще вночі сюди послали підводу з розвідниками. Від їхніх рук і загинули мирні жителі. ..Вдалось з'ясувати, що через село Кукуріки проходив тоді 1-й батальйон під командуванням Давида Бакрадзе першої Української партизанської дивізії під командуванням Петра Вершигори, фактично сформованої з партизанів з'єднання ім. Сидора Ковпака. Тепер уже не секрет, що одним із його головних завдань, крім боротьби з німецькими окупантами в тилу ворога, було придушення наростаючого національно-визвольного руху та знищення баз УПА на Волині. 21 січня 1944 року трьома партизанськими ротами під командуванням Давида Бакрадзе в селі Кукуріки були захоплені два склади зі зброєю та обмундируванням, а також документи штабу УПА. Звичайно, про вбивство мирних місцевих жителів будь-які архівні дані відсутні.»
Поблизу церкви було кладовище, яке пізніше перенесли в інше місце. Але до сьогоднішнього дня тут залишилося два поховання. В одному — захоронений Хомич Мина, інше поховання — невідоме. Окремі жителі села пам'ятають, що служба в храмі, хрещення та вінчання проводилися в 1957—1958 роках священиком, який приїжджав із Зачернеччя. В цьому ж році церква була закрита.

## Повоєнні роки
У 1949—1950 рр. у Кукуріках відновили колгосп «Червоний колос». Очолювали його спочатку Склянчук, потім Пархомук. Контора колгоспу і сільська рада розмістились у хаті, що стояла пусткою біля обійстя Анатолія Куришки. Головою сільради тоді були Денисюк Тарас та Бабій Іван (Бурик). У 1957році «Червоний колос» приєднався до колгоспу ім. Ф. Е. Дзержинського с. Рудня, сільські ради теж об'єднались і стали належати до Старовижівського району.
У духовному житті села велику роль відігравала церква. Храм Святої Параскеви був зведений у селі Кукуріки у XVIII столітті. У церкві і досі висить ікона з написом старослов'янською мовою, у якій зазначено, що «сію ікону сооружили раби Божі: Палажка Сесталиха із сином своїм Даниїлом місяця березня 1817 року». Однак через те, що села Рудня та Кукуріки в силу тодішнього (до 1914 року) адміністративного поділу належали до різних повітів і волостей, прихожани села Рудня були приписані до церкви, що знаходилося за 7 км від села, Зачернеччя. Ця церква діяла і за радянських часів, тому на найбільші річні свята руденці вирушали до храму переважно пішки, бо транспортного сполучення між селами не було і немає досі.

## Кінець ХХ століття
У 1988 році зібрались сходи селян і (при підтримці тодішнього голови сільради Муца Ярослава Михайловича) подали звернення — прохання в обласну раду про реставрацію храму та відновлення Богослужіння в ньому. Завдяки сільським активістам: Саченюку Василю, Наумуку Антону, Семенюку Тихону, Бобіку Павлу, які зуміли організувати сільчан, церква у Кукуріках була відбудована. У1990 році частину храмового начиння було придбано заново. Тоді ж в церкву повернули вивезені раніше дзвони та окремі ікони, які зберігалися в сусідніх парафіях .У 1991 році в церкві Святої Параскеви відновилися Богослужіння, які відправляв священик Василій Георгійович Швець. Старостами в цей період були: Бобік Павло Димидович, Наумук Антон Прокопович та Бабій Іван Михайлович. Церква була приписана до села Стара Гута.
У червні 1997 році прийшов новий священик Михайло Андрійович Венічук, який обслуговував цю церкву більше 13 років та навчав прихожан основам християнської віри. Старостою весь цей час був Семенюк Іван Васильович. Особливо запам'ятався парафіянам день 10 листопада 2005 року. На престольне свято до нас прибуло багато гостей, учні Руднянської школи перші привітали правлячого архірея владику Володимир-Волинського і Ковельського Симеона. За участю владики і 13 священиків була відслужена святкова літургія та молебінь.
23 травня 2011року був призначений єпископом Никодимом настоятель Старогутівської парафії священик Леонід Хотинський. Старостою громада обрала Наумука Миколу Петровича. Із серпня 2012 року наша церква набула статус самостійної парафії. Перше Богослужіння в новому ранзі провів отець Миколай (Єфімук Микола Анатолійович). Це відіграло значну роль у духовному життя громади, адже церква є прикладом наслідування основ християнської віри, надії, любові.
```
      Школа у Кукуріках, говорять старожили, функціонувала давно. Є деякі розбіжності  щодо її розміщення. Говорять, що перші учні пішли у школу, яка розміщалась у хаті Бобіка Мефодія(Бирчика). Громада орендувала одну кімнату, діти різного віку навчались разом. Навчання тривало два роки. У 1937 році пан Алєксєєв  побудував на Панській гірці будинок і віддав його під школу. Клас був досить великий, ще й канцелярія для вчительки була. Учительку звали Ірена Мрачевська, допомагав їй втихомирювати учнів жандарм Каліщак. У школі була прислуга, в обов'язки якої входило вирізувати вільхові прути, обстругувати, щоб учителька мала з чим іти на урок. Коли почалася друга світова війна, пан утік у Польщу. Громада перевезла будинок в інше місце (у центр села, де зараз — медпункт). Можливо, у цих двох приміщеннях були просто різні класи.
```

```
       У центрі села громада звела великий будинок, вимостивши перед тим болото, щоб будівля була на підвищенні. За словами очевидців, салі (кімнати) були просторими і їх налічувалось декілька, так що тут розмістили кілька класів та й ще у 1947 році знайшлося місце для хати — читальні. Першим завідувачем нової установи призначили Денисюка Степана Дем'яновича. У 1944році у школу направили учительку Зимогляд Катерину Гаврилівну. Кажуть, що вона не лояльно висловилася про бульбашів, її спіймали і закатували в урочищі «Вертель». Такої ж кари зазнали і майор  та рядовий радянської армії (прізвища невідомі). Поховані вони всі на місці вбивства.
```

Десь у 1951-53 роках школу перемістили в будинок колишнього лісника Денисюка Івана (Пунтовчика), сина якого із сім'єю(за співпрацю з німцями) вислали у Сибір. Ця школа була вже семирічна. У молодших класах навчання велось у класах-комплектах, а старші школярі мали окремі кімнати. У 1954-55роках прислали нових учителів: Торбіну (Сачанюк) Олександру Петрівну, Літвінчук (Калишук) Клавдію Родіонівну, Максимук (Бобік) Оксану Миколаївну, директора Лавровського Петра Івановича. Тут навчались діти також із Сьомаків та Рудні. У 1963 році у Рудні збудували типову школу, всі класи перемістили туди, залишивши у Кукуріках майстерню та потім розмістили тут ще й шкільну бібліотеку. На початку 90-их шкільну майстерню і бібліотеку перенесли у приміщення дитячого садка с. Рудня, а колишня школа перейшла у власність онука колишніх господарів будівлі.
Після того, як школу розмістили у Пунтовчика, хату — читальню розширили. Із 1948 по 1952 роки бібліотекарями були; Білосюк Віра Олексіївна, Марухнецька Любов Никанорівна, Гапонюк Оксентій Максимович. У 1950 році у с. Кукуріки організували сільський клуб. Тут влаштовували танці під гармошку, співали пісень, а на подвір'ї учились грати футбол. Першим завідувачем клубу був Гусар Мефодій Миколайович. У 1952 році хату-читальню реорганізували у сільську бібліотеку, завідувачкою якої була Пасько Пелагея Іванівна. У вересні цього ж року(після закінчення Лубнівського культурно-освітнього училища) прайшла працювати бібліотекарем Склянчук (Гусар) Ганна Гнатівна. Через якийсь час на посаду культпрацівника призначили Наумука Михайла Федоровича. У 1984 році приміщення сільського клубу визнали аварійним. У 1985 році бібліотеку с. Кукуріки об'єднали із Руднянською сільською бібліотекою, а приміщення клубу розібрали на дрова. Працівників закладу перевели працювати у Руднянський сільський клуб.

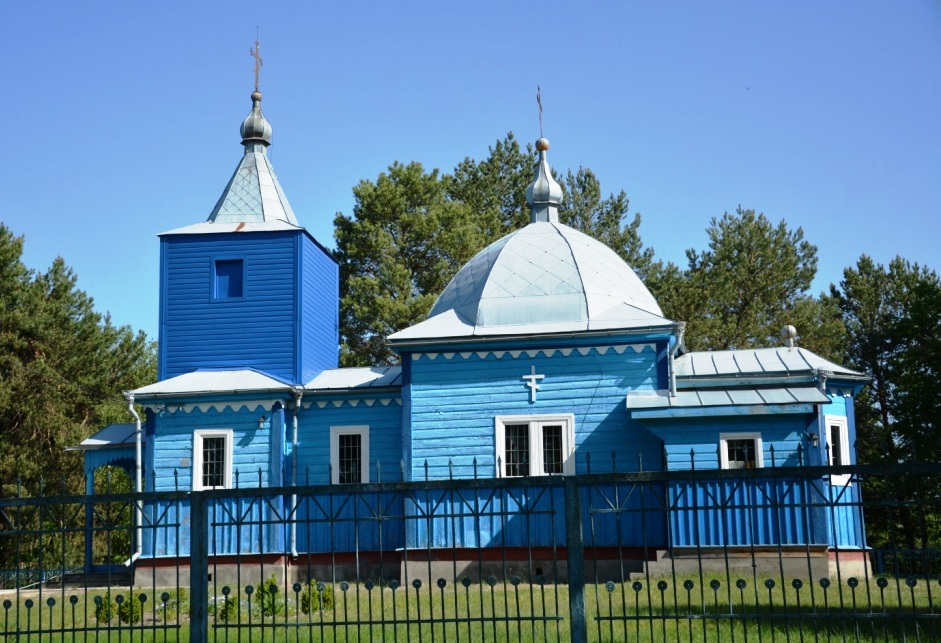

Перший медпункт у Кукуріках відкрився в хаті Семенюка Тихона Андрійовича в 1957 році. Санітаркою тут працювала дружина Тихона Палажка. У 1959 році його розмістили у хаті Бобіка Петра Кіндратовича. Завідувачкою тоді працювала Сусідко Анастасія Іванівна, а санітаркою — Бобік Єва Минівна. Місця у таких медпунктах було мало, тому, коли школу перемістили у Рудню, медпункт розмістили у Пунтовчиковій хаті . На нього виділили дві кімнати та допоміжні приміщення, тому завідувачці Максимук Вірі Андвіївні та санітарці Бобік Єві Минівні було набагато комфортніше працювати тут. На початку 90-их, коли займане приміщення віддали родичам колишніх власників, місцева влада звела новий будинок, у який вселився медичний пункт. Завідувач закладу Іванчик Іван Іванович має у своєму розпорядженні аж чотири кімнати. Жаль тільки, що нема їх чим заповнити. Матеріальна база цього закладу вкрай бідна.
Щодо торгівельних закладів, то у Кукуріках не — густо. Магазин у селі був завжди один, і в ньому продавалось усе. Нічого не змінилось і зараз, коли державна установа стоїть зачинена, а діє приватний магазин Семенюка Михайла Віталійовича. Тут можна купити все необхідне, а за іншим — треба їхати у райцентр.

## Сучасність
Невідомі засновники села, їх наступні покоління і нинішнє (своєю працею, боротьбою) довели, що їхній трудовий, духовний і звитяжний подвиг був недаремний. Село, яке пережило бурхливі, тривожні і трагічні часи, вистояло, не зникло, а розвивається далі. Живуть тут працьовиті люди, обробляють поля, виховують дітей. Діти здобувають різні професії, роз'їжджаються по світах, і мало хто повертається додому. Але ми гордимося своїми односельцями, які трудяться і агрономами, і будівельниками, і лікарями, і лісівниками (до речі, наш односельчанин Семенюк Григорій Адамович заслужений лісівник України), і банкірами…та найбільше у нас — учителів. І навчають вони любити свій народ і Україну, та, якщо потрібно, віддати за них своє життя. Саме тому наші хлопці служать у Збройних Силах України, це — Максимук Микола Миколайович, Максимук Юрій Юрійович, Семенюк Андрій Васильович, а Максимук Володимир Михайлович (Гулівський) служить в АТО.
22 жовтня 2017 року у нас відбулися вибори, на яких кукурічани вибирали Піцик Оксану Іванівну головою Смідинської об'єднаної громади, у котру Руднянська сільська рада «влилась» на початку осені.

## Населення
Згідно з переписом УРСР 1989 року чисельність наявного населення села становила 288 осіб, з яких 131 чоловік та 157 жінок.
За переписом населення України 2001 року в селі мешкала 291 особа.

### Мова
Розподіл населення за рідною мовою за даними перепису 2001 року:
| Мова       | Відсоток |
| ---------- | -------- |
| українська | 99,66 %  |
| російська  | 0,34 %   |